# 藤嶋栄介
藤嶋 栄介（ふじしま えいすけ、1992年1月31日 - ）は、熊本県出身のプロサッカー選手。Jリーグ・鹿児島ユナイテッドFC所属。ポジションはGK。

## 来歴

### プロ入り前
大津高時代の2008年、U-16日本代表に選出されAFC U-16選手権2008に出場。高校卒業後は福岡大学へ進学してサッカー部に所属し、2年時からレギュラーに定着。大学在学中の2012年8月2日、サガン鳥栖に特別指定選手として登録された。ベンチ入りできる控えGKがいない非常事態となった鳥栖が、同年2月の沖縄キャンプに参加していた藤嶋に白羽の矢を立てた。赤星拓の復帰に伴い、8月16日に登録解除された。
2013年3月14日、再び鳥栖に特別指定選手登録。大学では4年生からサッカー部の主将に就任した。同年7月、ロシア・カザンで行われた第27回夏季ユニバーシアードにユニバーシアード日本代表として出場し、銅メダルを獲得。8月10日の横浜F・マリノス戦では、他のゴールキーパー全員が負傷したことにより急遽Jリーグデビューを果たした。

### サガン鳥栖
2014年から、サガン鳥栖へ正式に入団した が、正式入団後は前年途中に加入した林彰洋らの後塵を拝し出場機会に恵まれず、2016年にジェフユナイテッド千葉へ期限付き移籍。
しかし、佐藤優也・岡本昌弘に次ぐ第3GKとなり出場機会はなかった。さらに翌2017年は松本山雅FCへ期限付き移籍したが、村山智彦・鈴木智幸の前に天皇杯1試合のみの出場に終わった。
2018年1月14日に松本への期限付き移籍満了と鳥栖との契約満了が発表された。

### レノファ山口
契約満了後は地元熊本へ戻り、ロアッソ熊本の練習施設でトレーニングを続け、熊本でキャンプを行っていたレノファ山口FCの練習へ参加。2018年2月2日に山口への加入が発表された。山口では村上昌謙・山田元気・吉満大介との正守護神争いを制し、プロ6年目にして初めて開幕からスタメンに名を連ねた。シーズン後半は出番を失ったものの、キャリアハイとなる25試合出場を果たした。

### 川崎フロンターレ
2018年シーズンオフ、山口との契約を更新した 上で、川崎フロンターレへ期限付き移籍することが発表された。シーズン終了後に川崎への完全移籍が発表された。
川崎ではチョン・ソンリョンが絶対的守護神として君臨し、また第2GKも新井章太がおり出場機会を得られず、2020年9月28日に双方合意のもとで契約を解除した。

### モンテディオ山形
10月1日に、櫛引政敏とミン・ソンジュンの2人のGKが同時に長期離脱となったモンテディオ山形への加入が発表された。
移籍後直後の試合では第2GKとしての立場だったが、シーズン終盤にかけては佐藤昭大からポジションを奪い、そのままレギュラーに定着した。佐藤が引退した2021年は、SC相模原からビクトルが加入し、激しいポジション争いを繰り広げながら、21試合に出場した。

## 人物・エピソード
- 趣味は野球観戦。阪神タイガースファンであり、鳥栖在籍時には新幹線でマツダスタジアムまで行き阪神の試合を観戦した[21]。
- 2017年のシーズンオフに結婚式を挙げている。鳥栖からの契約満了通知はその8日後のことであった[15]。

- 2019年、川崎加入後のキャンプで、容姿が似ていた奈良竜樹の選手カードにサインを求められることが頻発。同シーズンの新体制発表会で、藤嶋は自らこのエピソードをユーモラスに披露し会場を沸かせ、サッカーメディアから「一番の爆笑をさらった」と評された[22]。

## 所属クラブ
- フォルテFC熊本ジュニア
- フォルテFC熊本
- 2007年 - 2009年  熊本県立大津高等学校
- 2010年 - 2013年  福岡大学
  - 2012年8月 サガン鳥栖  (特別指定選手)
  - 2013年3月 - 同年12月  サガン鳥栖 (特別指定選手)
- 2014年  - 2017年  サガン鳥栖
  - 2016年 ジェフユナイテッド市原・千葉 (期限付き移籍)
  - 2017年  松本山雅FC (期限付き移籍)
- 2018年 - 2019年 レノファ山口FC
  - 2019年  川崎フロンターレ (期限付き移籍)
- 2020年 - 同年9月  川崎フロンターレ
- 2020年 - 2024年  モンテディオ山形
- 2025年 -  鹿児島ユナイテッドFC

## 個人成績
| 国内大会個人成績 | 国内大会個人成績 | 国内大会個人成績 | 国内大会個人成績 | 国内大会個人成績             | 国内大会個人成績 | 国内大会個人成績 | 国内大会個人成績 | 国内大会個人成績 | 国内大会個人成績 | 国内大会個人成績 | 国内大会個人成績 |
| 年度             | クラブ           | 背番号           | リーグ           | リーグ戦                     | リーグ戦         | リーグ杯         | リーグ杯         | オープン杯       | オープン杯       | 期間通算         | 期間通算         |
| 年度             | クラブ           | 背番号           | リーグ           | 出場                         | 得点             | 出場             | 得点             | 出場             | 得点             | 出場             | 得点             |
| 日本             | 日本             | 日本             | 日本             | リーグ戦                     | リーグ戦         | リーグ杯         | リーグ杯         | 天皇杯           | 天皇杯           | 期間通算         | 期間通算         |
| ---------------- | ---------------- | ---------------- | ---------------- | ---------------------------- | ---------------- | ---------------- | ---------------- | ---------------- | ---------------- | ---------------- | ---------------- |
| 2008             | 大津高           |                  | -                | -                            | -                | -                | -                | 0                | 0                | 0                | 0                |
| 2011             | 福岡大           | 16               | -                | -                            | -                | -                | -                | 3                | 0                | 3                | 0                |
| 2012             | 福岡大           | 16               | -                | -                            | -                | -                | -                | 2                | 0                | 2                | 0                |
| 2013             | 福岡大           | 16               | -                | -                            | -                | -                | -                | 2                | 0                | 2                | 0                |
| 2013             | 鳥栖             | 31               | J1               | 2                            | 0                | 0                | 0                | -                | -                | 2                | 0                |
| 2014             | 鳥栖             | 21               | J1               | 0                            | 0                | 0                | 0                | 0                | 0                | 0                | 0                |
| 2015             | 鳥栖             | 21               | J1               | 1                            | 0                | 1                | 0                | 0                | 0                | 2                | 0                |
| 2016             | 千葉             | 21               | J2               | 0                            | 0                | -                | -                | 0                | 0                | 0                | 0                |
| 2017             | 松本             | 1                | J2               | 0                            | 0                | -                | -                | 1                | 0                | 1                | 0                |
| 2018             | 山口             | 44               | J2               | 25                           | 0                | -                | -                | 2                | 0                | 27               | 0                |
| 2019             | 川崎             | 23               | J1               | 0                            | 0                | 0                | 0                | 0                | 0                | 0                | 0                |
| 2020             | 川崎             | 23               | J1               | 0                            | 0                | 0                | 0                | -                | -                | 0                | 0                |
| 2020             | 山形             | 42               | J2               | 11                           | 0                | -                | -                | -                | -                | 11               | 0                |
| 2021             | 山形             | 44               | J2               | 21                           | 0                | -                | -                | 0                | 0                | 21               | 0                |
| 2022             | 山形             | 23               | J2               | 0                            | 0                | -                | -                | 1                | 0                | 1                | 0                |
| 2023             | 山形             | 23               | J2               | 0                            | 0                | -                | -                | 0                | 0                | 0                | 0                |
| 2024             | 山形             | 23               | J2               | 0                            | 0                | -                | -                | 2                | 0                | 2                | 0                |
| 2025             | 鹿児島           | 1                | J3               |                              |                  |                  |                  |                  |                  |                  |                  |
| 通算             | 日本             | 日本             | J1               | 3                            | 0                | 1                | 0                | 0                | 0                | 4                | 0                |
| 通算             | 日本             | 日本             | J2               | 57                           | 0                | -                | -                | 6                | 0                | 63               | 0                |
| 通算             | 日本             | 日本             | J3               | \|\|\|\|\|\|\|\|\|\|\|\|\|\| |                  |                  |                  |                  |                  |                  |                  |
| 通算             | 日本             | 日本             | 他               | -                            | -                | -                | -                | 7                | 0                | 7                | 0                |
| 総通算           | 総通算           | 総通算           | 総通算           | 60                           | 0                | 1                | 0                | 13               | 0                | 74               | 0                |

- 2012年、2013年は特別指定選手。2012年は公式戦の出場は無し。

| 国際大会個人成績 | 国際大会個人成績 | 国際大会個人成績 | 国際大会個人成績 | 国際大会個人成績 |
| 年度             | クラブ           | 背番号           | 出場             | 得点             |
| AFC              | AFC              | AFC              | ACL              | ACL              |
| ---------------- | ---------------- | ---------------- | ---------------- | ---------------- |
| 2019             | 川崎             | 23               | 0                | 0                |
| 通算             | AFC              | AFC              | 0                | 0                |

- Jリーグ初出場 - 2013年8月10日 J1第20節 対横浜F・マリノス（ニッパツ三ツ沢球技場）

## タイトル

### クラブ
福岡大学
- 九州大学サッカートーナメント大会 (2010年、2011年、2012年)
- 九州大学サッカーリーグ1部 (2010年、2012年)

川崎フロンターレ
- FUJI XEROX SUPER CUP：1回（2019年）
- Jリーグカップ：1回（2019年）

### 個人
- 九州大学サッカートーナメント大会 最優秀選手賞 (2011年)
- デンソーカップチャレンジサッカー ベストイレブン (2011年)
- 九州大学サッカーリーグ1部 ベストディフェンダー賞 (2012年、2013年)

## 代表歴
- 2007年 U-15日本代表
  - AFC U-16選手権2008 (予選)
- 2008年 U-16日本代表
  - AFC U-16選手権2008
- 2011年 全日本大学選抜
- 2012年 全日本大学選抜
- 2013年 全日本大学選抜
- 2013年 ユニバーシアード日本代表
  - 第27回夏季ユニバーシアード